# Ковальчук, Михаил Валентинович
Михаи́л Валенти́нович Ковальчу́к (род. 21 сентября 1946, Ленинград) — советский и российский физик, специалист в области рентгеноструктурного анализа. Член-корреспондент РАН (2000). Президент Курчатовского института с 7 декабря 2015 года. Полный кавалер ордена «За заслуги перед Отечеством».
Директор Института кристаллографии РАН в 1998—2013 годах, директор НИЦ «Курчатовский институт» в 2005—2015 годах. Президент Всероссийского общества изобретателей и рационализаторов (ВОИР). Декан физического факультета СПбГУ. Был бессменным учёным секретарём Совета при Президенте РФ по науке, технологиям и образованию в 2001—2012 годах, после его преобразования в Совет при Президенте РФ по науке и образованию в 2012 году — член президиума. Ведущий научно-популярных телепрограмм «Истории из будущего» (2007—2018) и «Картина мира» (с 2019 года). Иностранный член НАН Беларуси (2021).

## Родители
Отец Валентин Ковальчук (1916—2013), мечтал о военной карьере, но из-за проблем со здоровьем поступил на исторический факультет ЛИФЛИ, который во время его учёбы был объединён с историческим факультетом ЛГУ. После окончания ЛГУ окончил адъюнктуру Военно-морской академии, затем преподавал историю военно-морских операций и коммуникаций в Севастопольском военно-морском училище, а после войны — в родной академии. В годы войны — сотрудник исторического отдела Главного штаба ВМФ, затем вернулся преподавать в академию. После демобилизации — гражданский историк, доктор исторических наук, профессор, заслуженный деятель науки РФ, специалист по истории блокады Ленинграда. Имея высшую форму допуска, ввёл в оборот науки важнейшие сведения о числе жертв блокады (из засекреченных или уничтоженных ради преуменьшения масштаба потерь и улучшения отношений с послевоенной Германией документов). От наказания за разглашение сведений его спасло, в том числе, заступничество маршала Г. К. Жукова.
Мать Мирьям Абрамовна Ковальчук (Виро) (1918—1998), была историком, изучала деятельность РСДРП(б)/РКП(б)/ВКП(б) в условиях народного представительства в Государственной думе Российской империи и в Дальневосточной республике, а также организационно-идеологическую роль партии в народном хозяйстве (социалистическое соревнование, стахановское движение). До 1980 года работала преподавателем на кафедрах основ марксизма-ленинизма, марксизма-ленинизма и истории КПСС исторического факультета Ленинградского государственного университета, при этом вела занятия практически исключительно на геологическом факультете.
Родители вместе похоронены на Казанском кладбище в Пушкине.

## Биография

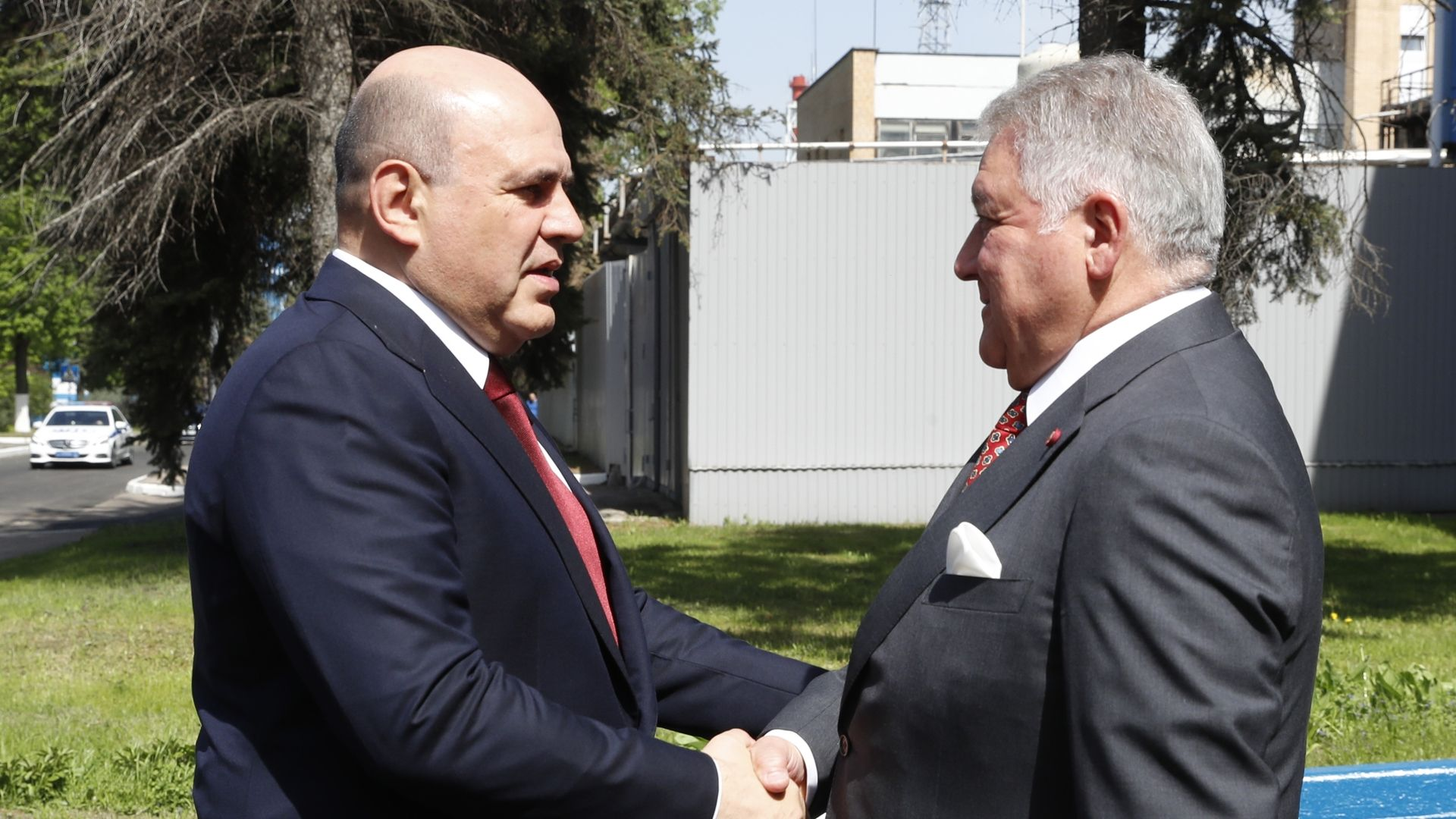
Премьер-министр Михаил Мишустин и президент НИЦ «Курчатовский институт» Михаил Ковальчук, 2021 год

М. В. Ковальчук родился в Ленинграде 21 сентября 1946 года.
В 1970 году окончил физический факультет Ленинградского государственного университета, его дипломная работа в Институте полупроводников АН СССР была посвящена изучению динамического рассеяния рентгеновских лучей в совершенных кристаллах и созданию на этой основе новых методов диагностики полупроводниковых кристаллов. Ему предлагали остаться в аспирантуре, но, по семейным обстоятельствам, он переехал в Москву, где получил распределение стажёром-исследователем в Институт кристаллографии им. А. В. Шубникова АН СССР. С 1973 года — штатный сотрудник Института. В 1978 году защитил кандидатскую диссертацию «Метод трёхкристального рентгеновского спектрометра и исследование структурного совершенства тонких кристаллических слоёв». В 1987 году возглавил в Институте лабораторию рентгеновской оптики и синхротронного излучения.
В 1988 году защитил диссертацию на соискание учёной степени доктора физико-математических наук «Метод стоячих рентгеновских волн в исследовании структуры приповерхностных слоёв полупроводников». При этом был получен резко отрицательный отзыв члена-корреспондента АН СССР А. М. Афанасьева, по мнению которого представленные диссертантом результаты «либо ошибочны, либо повторяют в значительной степени результаты других авторов без соответствующей ссылки на эти работы».
В 1998 году Ковальчук был избран директором Института кристаллографии РАН. В том же году ему было присвоено учёное звание профессора.
С начала 2000-х годов руководил в Институте кристаллографии научно-исследовательским центром «Космическое материаловедение». Возглавлял институт в течение 15 лет. В результате двух тайных голосований на собраниях Отделения физических наук РАН 27 и 30 мая 2013 года его не переизбрали на занимаемый пост директора.
Член-корреспондент РАН по Отделению общей физики и астрономии (физика конденсированного состояния) с 26 мая 2000 года.
В 2007 году Президиум РАН назначил Ковальчука исполняющим обязанности вице-президента РАН на годичный срок. Однако вице-президентом он не стал, так как в 2008 году не был избран действительным членом РАН, а вице-президентом РАН, по Уставу, может быть только действительный член. Президент РАН Юрий Осипов выразил сожаление в связи с неизбранием Ковальчука и подчеркнул, что, вопреки общепринятому мнению, он сам считает Ковальчука не только выдающимся организатором науки, но и учёным, достойным избрания действительным членом РАН.
С 2005 года — директор Курчатовского института. 7 декабря 2015 года после выступления Ковальчука в Совете Федерации состоялась встреча президента В. В. Путина с Ковальчуком, на которой ему сообщили, что он назначается президентом НИЦ «Курчатовский институт», а ранее работавший в данной должности академик Евгений Велихов становится почётным президентом. Ковальчук при этом предложил перенести на новый уровень российскую программу исследований возможности создания экспериментального термоядерного реактора.
С 2010 года — член Совета Фонда «Сколково».
С ноября 2012 года — и. о. декана физического факультета СПбГУ, затем декан.
Должности:
- член президиума Совета при Президенте РФ по науке и образованию[16];
- член Комиссии при Президенте РФ по модернизации и технологическому развитию экономики России;
- член коллегии Министерства промышленности, науки и технологий Российской Федерации (2002—2004 гг.) и коллегии Минобрнауки России (с 2004 года);
- Президент Всероссийского общества изобретателей и рационализаторов (ВОИР);
- председатель Национального комитета кристаллографов России;
- председатель Национальной конференции по применению рентгеновского, синхротронного излучений, нейтронов и электронов для исследования материалов (РСНЭ);
- председатель Национальной конференции по росту кристаллов (НКРК);
- научный руководитель факультета нано-, био-, информационных и когнитивных технологий МФТИ;
- заведующий кафедрой «Физика наносистем» физического факультета МГУ;
- заведующий кафедрой ядерно-физических методов исследования физического факультета СПбГУ.

В 2000-е годы одновременно заведовал кафедрой физики взаимодействия излучения с веществом факультета общей и прикладной физики МФТИ, был профессором факультета наук о материалах МГУ.
Главный редактор научного журнала «Кристаллография», заместитель главного редактора журнала «Поверхность. Рентгеновские, синхротронные и нейтронные исследования»; заместитель председателя Комиссии РАН по нанотехнологиям.
Автор и ведущий научно-популярной телепрограммы «Истории из будущего» на Пятом канале и «Картина мира с Михаилом Ковальчуком» на телеканале «Культура».
Действительный член Американской ассоциации содействия развитию науки (ААAS) по секции «Физика».
В феврале 2018 года Министерство обороны России предложило назначить Ковальчука сразу на две новые должности — научного руководителя строящегося в Анапе военного инновационного технополиса «Эра» и члена попечительского совета Фонда перспективных исследований сроком на пять лет.
С 2021 года — научный руководитель Института наукоёмких технологий и передовых материалов Дальневосточного федерального университета.

## Научная деятельность

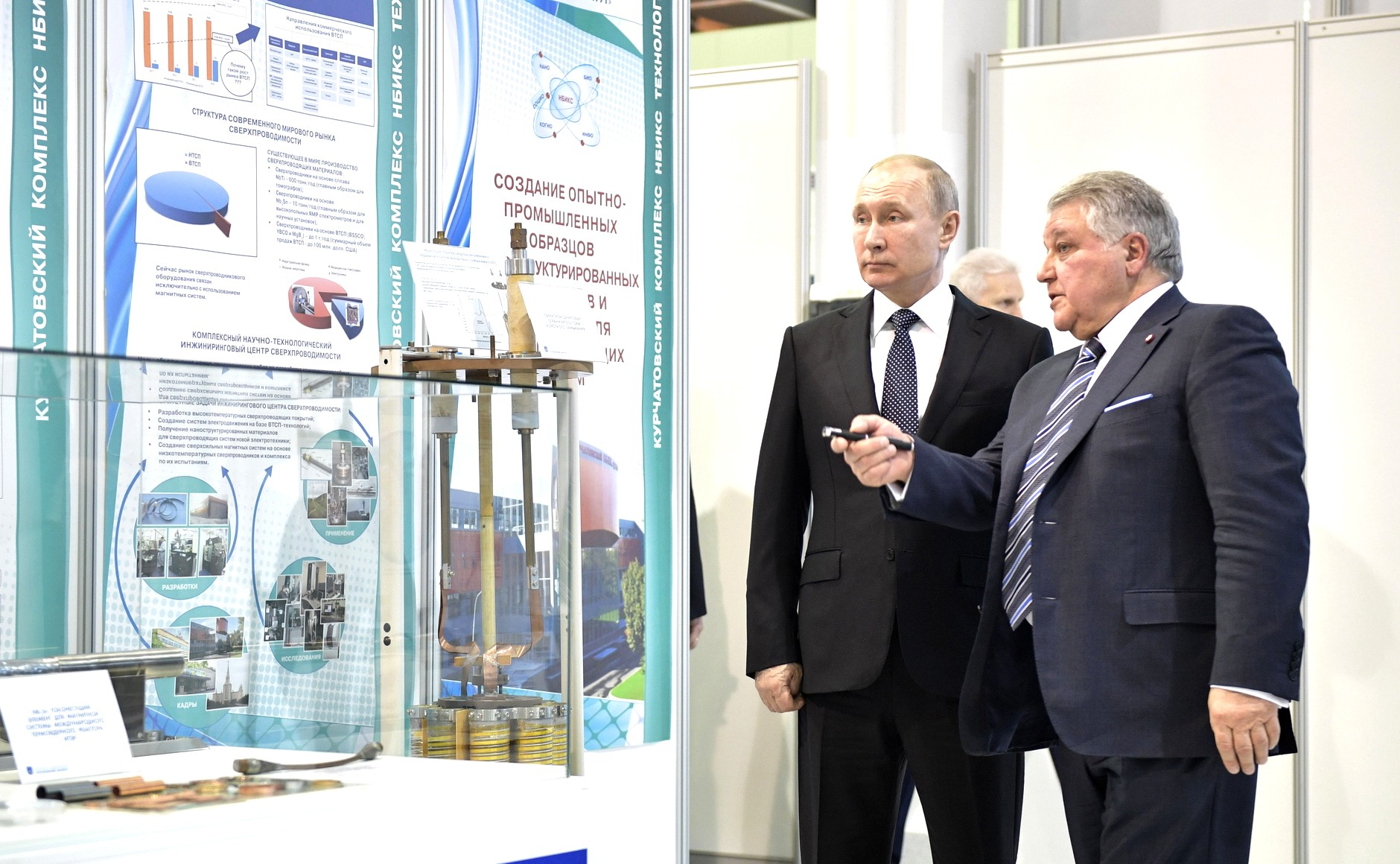
С президентом России Владимиром Путиным. НИЦ «Курчатовский институт» (10 апреля 2018 года)

Области научных интересов Ковальчука: рентгеноструктурный анализ (в частности, рентгеновская и белковая кристаллография); генетика человека; рентгеновское и синхротронное излучение в исследовании материалов; физика конденсированного состояния; рентгеновская физика и оптика; физика процессов кристаллизации; стоячие рентгеновские волны (СРВ); многоволновая дифракция.
В 1999 году по инициативе президента Российского научного центра «Курчатовский институт» академика Е. П. Велихова было принято решение о создании Курчатовского центра синхротронного излучения. Ковальчук стал его директором-организатором и сосредоточил усилия на создании комплекса исследовательских станций на базе созданного в Новосибирском ИЯФ СО РАН синхротрона «Сибирь-2», уделяя при этом особое внимание исследованиям нанобиоорганических систем. Он успешно завершил реализацию научного проекта по разработке, созданию и вводу в эксплуатацию комплекса уникального научно-исследовательского оборудования — экспериментальных станций на пучках первого в России специализированного источника синхротронного излучения, предназначенных для коллективного использования научным сообществом.
Приблизительно с 1999 года Ковальчук развивает новое направление рентгеновской оптики, связанное с изучением и использованием многоволновой дифракции. Работал над исследованиями в области нанодиагностики, наноматериалов и наносистем, став фактически одним из идеологов развития нанотехнологий в России. Благодаря ему была сделана попытка неофициально предложить развитие нанотехнологий как своего рода государственную идеологию России.
По данным сайта МГУ, где он возглавляет кафедру физики наносистем, под руководством Ковальчука был развит принципиально новый метод исследования поверхности конденсированных сред, использующий стоячие рентгеновские волны (СРВ) и сочетающий возможности дифракционного изучения структуры со спектроскопической чувствительностью к конкретным типам атомов. Метод СРВ был адаптирован для структурной характеризации многокомпонентных кристаллов, полупроводниковых гетероструктур, многослойных рентгеновских зеркал, рентгеновских волноводных структур, органических многослойных систем на основе плёнок Ленгмюра — Блоджетт, белково-липидных систем.

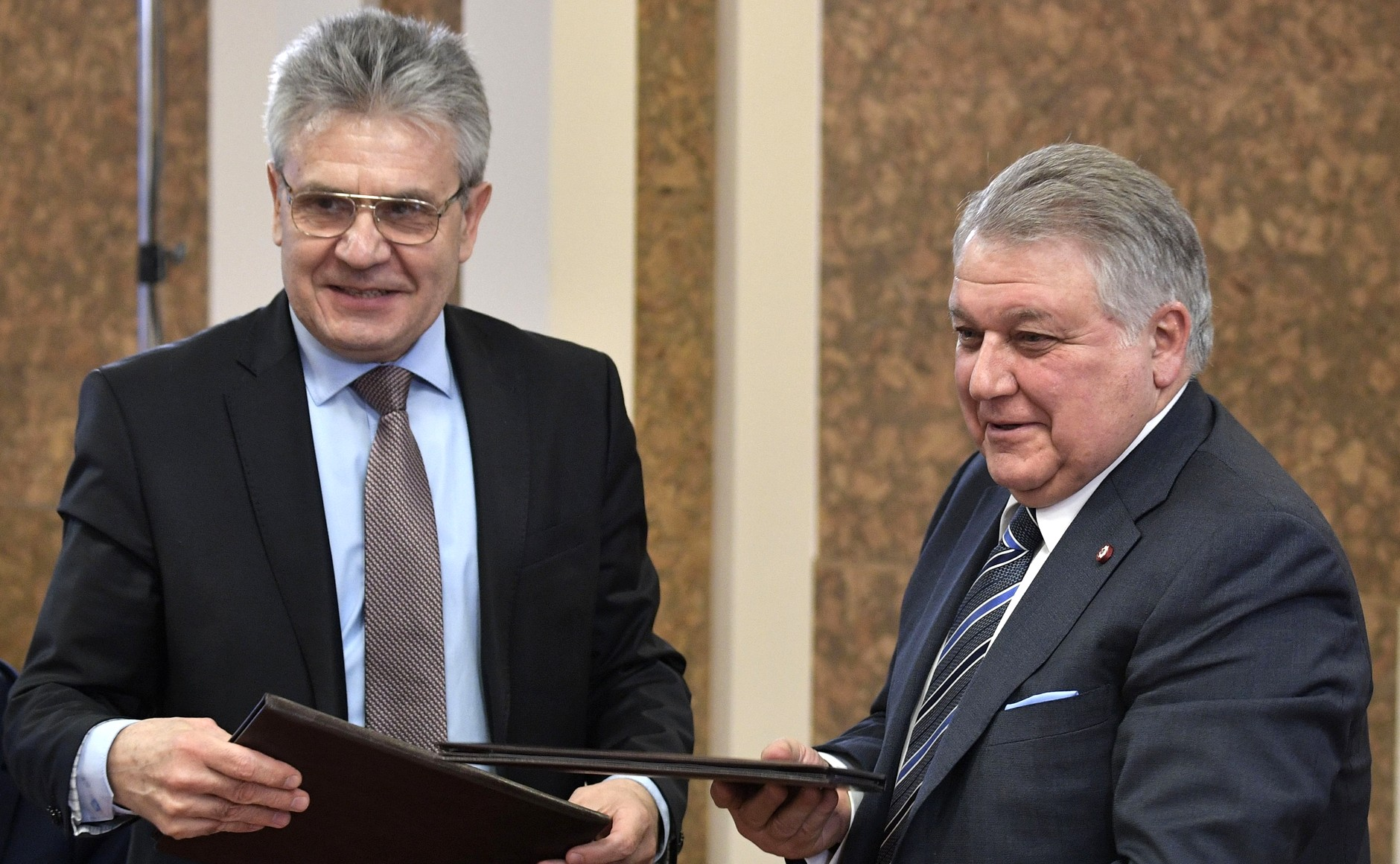
С президентом РАН Александром Сергеевым (10 апреля 2018 года)

Автор и соавтор более 250 научных работ, в том числе 21 авторского свидетельства и 10 патентов. Индекс Хирша по данным Scopus равен 18, по данным РИНЦ — 18.

## Реформа РАН
По одной из версий, Ковальчук является автором законопроекта о реформировании Российской академии наук, которое началось после того, как его не переизбрали директором Института кристаллографии РАН. В ряде СМИ утверждается, что учёный, которого несколько раз не избирали действительным членом РАН и не утвердили на посту директора Института кристаллографии, затеял эту реформу из-за личной обиды. Сам Ковальчук в одном из интервью заявил, что «Академия должна неминуемо погибнуть, как Римская империя».

## Санкции
26 сентября 2022 года, на фоне вторжения России на Украину, Ковальчук включён в санкционный список Великобритании против как действующих, так и бывших членов наблюдательных советов ряда российских банков.
29 сентября 2022 года включён в санкционный список Канады «близких соратников режима» за «соучастие в выборе президента Путина вторгнуться в мирную и суверенную страну».
19 февраля 2023 года, как член наблюдательного совета Сбербанка, попал под санкции Украины так как он ведет «коммерческую деятельность в секторах экономики, обеспечивающих существенный источник дохода для правительства России, инициировавшего военные действия и геноцид гражданского населения в Украине».

## Высказывания
30 сентября 2015 года Ковальчук выступил в Совете Федерации, рассказав об опасности искусственных клеток, о том, как США влияют на научно-технические цели во всём мире и как создаётся новый подвид «служебного человека»:
«Сегодня возникла реальная технологическая возможность создать принципиально новый подвид Homo sapiens — „служебного человека“. Свойство популяции служебных людей очень простое: ограниченное самосознание, когнитивно это регулируется элементарно, мы с вами видим, это уже происходит. Вторая вещь — управление размножением, и третья вещь — дешёвый корм, это генно-модифицированные продукты. И это тоже уже всё готово. Значит, фактически, сегодня уже возникла реальная технологическая возможность выведения служебного подвида людей».
21 января 2016 года на предложение Ковальчука на заседании Совета при президенте РФ по науке, технологиям и образованию «найти такие организации, которые должны управлять течением мысли в конкретных направлениях», так же, как В. И. Ленин «управлял течением мысли», В. В. Путин ответил: «Управлять течением мысли это правильно (?), нужно только чтобы эта мысль привела к правильным результатам… Заложили атомную бомбу под здание, которое называется Россией, она и рванула потом».
Рассуждал о том, что россиян будут уничтожать биологическим оружием и о создании этнического оружия, хотя ряд других учёных не считают это возможным.
Считает, что "сегодня генетика достигла таких высот, что вы можете направленно модифицировать геном, а значит — модифицировать любой вирус, придав ему заданные свойства, или даже сделать абсолютно новый искусственный вирус".
Бездоказательно заявил, что "на Украине, под Харьковом, в Грузии в нарушение всех норм морали и права они [американцы] проводили опаснейшие исследования, в частности на пациентах психиатрических больниц, с целью создания биологического и нового химического оружия".

## Семья
Жена — Елена Юрьевна Полякова, специалист по истории Ирландии, дочь историка Юрия Полякова (1921—2012), члена-корреспондента АН СССР с 1966 года, академика РАН с 1997 года.
Сын — Кирилл Ковальчук (род. 22 декабря 1968 года), председатель Совета директоров «Национальной Медиа Группы» — крупного медиахолдинга, владеющего долями в Первом канале, Пятом канале, РЕН ТВ, СТС Медиа, газете «Известия» и других СМИ. Кирилл Ковальчук упоминался прессой в связи со скандальной реконструкцией в центре Москвы дома Болконских.
Внук — Степан Ковальчук (род. 1994), в 2021 году числился сотрудником администрации президента РФ, с сентября 2023 года — глава социальной сети Вконтакте. Окончил РАНХиГС по специальности «Менеджмент организации» и поступил в аспирантуру МГУ. Кандидат политологических наук.
Младший брат — Юрий Ковальчук (род. 1951), миллиардер, председатель совета директоров банка «Россия». Его имя также связывают с «Национальной Медиа Группой», страховой компанией «Согаз» и другими бизнес-активами. Известен как человек, близкий к Владимиру Путину; ряд СМИ называют его личным другом Путина. Зачастую в прессе Михаил и Юрий Ковальчуки упоминаются совместно как «братья Ковальчуки». Хотя, по сообщениям СМИ, бизнес-империю с помощью бывших студентов их матери создавал находящийся на государственной службе Михаил Ковальчук, официально, собственностью в этой империи владеет и является миллиардером только его младший брат Юрий.
Племянник — Борис Ковальчук (род. 1977), председатель Счётной палаты Российской Федерации c 14 мая 2024 года; до этого председатель Правления ОАО «Интер РАО ЕЭС»; до этого возглавлял в Правительстве РФ департамент приоритетных национальных проектов.

## Награды

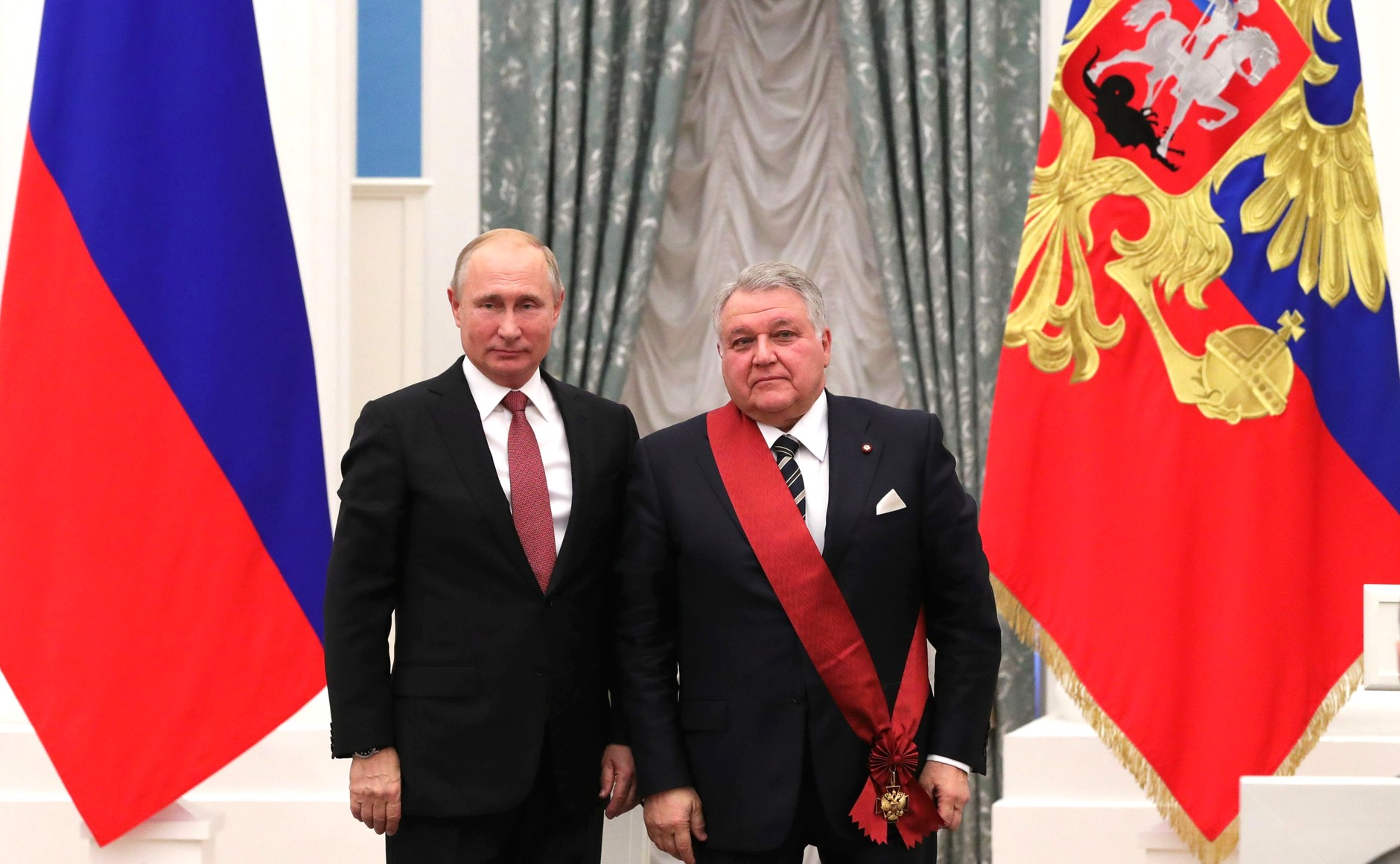
Награждение Орденом «За заслуги перед Отечеством» I степени (27 ноября 2018 года)

- Орден «За заслуги перед Отечеством» I степени (2018)[60];
- Орден «За заслуги перед Отечеством» II степени (2016) — за выдающиеся заслуги в области научно-исследовательской деятельности и многолетнюю плодотворную работу[61];
- Орден «За заслуги перед Отечеством» III степени (2011) — за большой вклад в развитие науки и многолетнюю плодотворную деятельность[62];
- Орден «За заслуги перед Отечеством» IV степени (2006) — за большой вклад в развитие отечественной науки и многолетнюю научную деятельность[63];
- Премия имени Е. С. Фёдорова Президиума РАН за 2009 год;
- Почётная грамота правительства Российской Федерации (2006) — за многолетнюю плодотворную научную и общественную деятельность[64];
- Благодарность Правительства Российской Федерации (2010) — за заслуги в развитии отечественной науки и многолетнюю плодотворную научно-педагогическую деятельность[65];
- Премия Правительства Российской Федерации в области науки и техники (2006) — за создание научно-технического комплекса на базе специализированных источников синхротронного излучения «Сибирь» в Российском научном центре «Курчатовский институт»[66];
- Межгосударственная премия СНГ «Звёзды Содружества» за 2018 год[67];
- Премия Службы внешней разведки Российской Федерации (2019);
- Государственная премия Российской Федерации  в области науки и технологий (11 июня 2024) — за цикл фундаментальных и прикладных научно-исследовательских, опытно-конструкторских и опытно-технологических работ, которые внесли выдающийся вклад в разработку научно-технических основ, обоснование и реализацию стратегии двухкомпонентного развития ядерной энергетики Российской Федерации[68];
- Почётная грамота Республики Дагестан (1 мая 2023) — за выдающиеся заслуги в области научно-исследовательской деятельности и многолетнюю плодотворную работу.
- Почётный профессор МГУ (2016)[69]

## Книги
- Ковальчук М. В. Наука и жизнь: Моя конвергенция: Т. 1: Автобиографические наброски: Научно-популярные и концептуальные статьи. — М.: Академкнига, 2011. — 304 с. — 1 000 экз. — ISBN 978-5-94628-356-4